# Bistum Miarinarivo
Das Bistum Miarinarivo (lat.: Dioecesis Miarinarivensis) ist eine in Madagaskar gelegene römisch-katholische Diözese mit Sitz in Miarinarivo.

## Geschichte
Papst Pius XI. gründete die Mission sui juris Miarinarivo am 13. Dezember 1933. Am 25. Mai 1939 wurde sie am zum Apostolischen Vikariat erhoben. 
Einen Teil seines Territoriums verlor es am 13. Januar 1949 zugunsten der Errichtung der Apostolische Präfektur Tsiroanomandidy. Mit der Apostolischen Konstitution Dum tantis wurde es am 14. September 1955 zum Bistum, das dem Erzbistum Antananarivo als Suffraganbistum unterstellt wurde, erhoben.

## Ordinarien

### Apostolischer Vikar von Miarinarivo
- Ignace Ramarosandratana (25. Mai 1939 – 14. September 1955)

### Bischöfe von Miarinarivo
- Ignace Ramarosandratana (14. September 1955 – 1. September 1957)
- Edouard Ranaivo (24. Juni 1958 – 30. April 1959)
- François Xavier Rajaonarivo (5. April 1960 – 15. November 1985)
- Armand Toasy (3. Juli 1987 – 18. Oktober 1993, dann Bischof von Port-Bergé)
- Raymond Razakarinvony (14. Februar 1998 – 15. Februar 2007)
- Jean Claude Randrianarisoa (15. Februar 2007 – 12. Juni 2023)
- Jean Claude Rakotoarisoa (seit 9. März 2024)

## Statistik
| Jahr | Bevölkerung | Bevölkerung | Bevölkerung | Priester   | Priester           | Priester         | Priester               | Ständige Diakone | Ordensleute | Ordensleute | Pfarreien |
| Jahr | Katholiken  | Einwohner   | %           | Gesamtzahl | Diözesan- priester | Ordens- priester | Katholiken je Priester | Ständige Diakone | männlich    | weiblich    | Pfarreien |
| ---- | ----------- | ----------- | ----------- | ---------- | ------------------ | ---------------- | ---------------------- | ---------------- | ----------- | ----------- | --------- |
| 1949 | 34.019      | 69.437      | 49,0        | 14         | 12                 | 2                | 2.429                  |                  | 7           | 8           | 2         |
| 1969 | 60.315      | 164.373     | 36,7        | 22         | 21                 | 1                | 2.741                  |                  | 15          | 33          | 1         |
| 1978 | 80.164      | 198.866     | 40,3        | 15         | 12                 | 3                | 5.344                  |                  | 4           | 17          | 1         |
| 1990 | 109.316     | 188.000     | 58,1        | 19         | 13                 | 6                | 5.753                  |                  | 8           | 64          | 2         |
| 1999 | 189.182     | 387.217     | 48,9        | 29         | 22                 | 7                | 6.523                  |                  | 14          | 46          | 14        |
| 2000 | 195.636     | 418.342     | 46,8        | 36         | 26                 | 10               | 5.434                  |                  | 17          | 59          | 14        |
| 2001 | 187.735     | 374.648     | 50,1        | 31         | 24                 | 7                | 6.055                  |                  | 10          | 35          | 17        |
| 2002 | 184.381     | 381.000     | 48,4        | 33         | 26                 | 7                | 5.587                  |                  | 9           | 42          | 17        |
| 2003 | 204.087     | 373.463     | 54,6        | 36         | 28                 | 8                | 5.669                  |                  | 9           | 60          | 16        |
| 2004 | 192.035     | 396.774     | 48,4        | 36         | 29                 | 7                | 5.334                  |                  | 7           | 60          | 16        |